# 최형직 (1892년)
최형직(崔馨稷, 일본식 이름: 佳山定義가야마 사다요시, 1892년 9월 ~ ?)은 일제강점기의 관료로, 본적은 황해도 해주읍 남욱정이다.

## 생애
1913년 7월 도로용지로 밭 340평(1,123.96694m2)을 기부하여 조선총독부로부터 목배 1개를 받았으며, 1923년 7월 조선민립대학기성회 해주지방부 감사위원으로 위촉되었다. 1929년 12월 황해도 해주면협의회원과 황해도실업협회 평의원, 1931년 6월 황해도 해주읍회 의원을 역임했고, 1932년 11월 19일부터 1933년 5월 9일까지 동아일보 해주지국장으로 재직했다. 1933년 5월 11일 황해도 관선 도회의원으로 임명되었으며, 같은 해 10월에 열린 조선신궁 예제에 도회의원 자격으로 참석했다.
1934년 해주소작령촉진회 발기인(1934년 1월)과 평양세무감독국 조사위원(1934년 9월 1일 임명)을 역임했으며, 1935년 4월부터 1942년 9월까지 흥산무역사주식회사 이사, 1937년 4월부터 1939년 3월까지 황해흥업주식회사 감사를 역임했다. 1935년 12월 황해도 해주경찰서 청사 및 부속건물 신축비로 1,200원을 기부하여 조선총독부로부터 포장을 받았고, 1938년 3월 동아일보 해주지국 고문, 1938년 4월 매일신보주식회사 발기인 및 상담역을 역임했다. 1939년 9월 황해도지방미곡통제조합연합회 부의장으로 임명되었으며, 1940년 5월 황해도 해주신정공립고등여학교 증축비 4,000원을 기부하여 조선총독부로부터 포장을 받았다.
1940년부터 1941년까지 황해수산주식회사 이사(1940년 12월), 서양식품공업주식회사 감사, 서선장유주식회사 이사(1941년 3월), 해주연료주식회사 이사(1941년 4월) 등을 역임했으며, 1941년 4월 21일부터 1944년 4월 20일까지 조선총독부 중추원 참의를 역임했다. 1941년 6월 12일에 실시된 중추원 부여신궁공사 근로봉사에 참여했고, 1941년 10월 조선임전보국단 발기인으로 참여했다. 1943년 2월 일본적십자사로부터 유공장을 받았으며, 1944년 4월 13일 정7위에 서위되었다.
민족문제연구소의 친일인명사전 수록자 명단의 중추원 부문, 친일반민족행위진상규명위원회가 발표한 친일반민족행위 705인 명단에 포함되었다.

## 참고자료
- 친일반민족행위진상규명위원회 (2009). 〈최형직 (崔馨稷)〉. 《친일반민족행위진상규명 보고서 Ⅳ-18》. 서울. 535~547쪽.